# Novoivanivka, Horol
Novoivanivka (în ucraineană Новоіванівка) este un sat în comuna Ialosovețke din raionul Horol, regiunea Poltava, Ucraina.

## Demografie
Componența lingvistică a localității Novoivanivka
     Ucraineană (95,9%)
     Rusă (3,54%)
     Alte limbi (0,19%)
Conform recensământului din 2001, majoritatea populației localității Novoivanivka era vorbitoare de ucraineană (95,9%), existând în minoritate și vorbitori de rusă (3,54%).